# Al Ahed
al Ahed (arabisch العهد, DMG al-ʿAhd) ist ein Fußballverein in Beirut im Libanon und wurde 1966 gegründet. Der Verein spielt in der höchsten Liga des Landes, der Libanesischen Premier League. Seine Heimspiele trägt der Verein im Beirut Municipal Stadion aus. 2004 gelang dem Verein mit Gewinn des Libanesischen FA Cups der erste nennenswerte Titel. Der größte Erfolg folgte durch den Gewinn der ersten Meisterschaft in der Saison 2007/08. Somit qualifizierte sich al Ahed automatisch für den AFC Cup 2009. Nach drei Spieltagen der Gruppenphase hat der Verein sehr gute Aussichten, die nächste Runde zu erreichen. Jedoch schied man aufgrund einer schwachen Rückrunde, in der man nur einen Punkt holte, als Dritter aus. In der Saison 2008/09 spielte der Verein wieder oben mit. Am Ende blieb dem Verein jedoch nur die Vizemeisterschaft. Im Mai 2009 gewann der Verein zum insgesamt dritten Male den FA Cup und ist damit für den AFC Cup 2010 qualifiziert. Im Finale setzte sich die Mannschaft mit 2:0 gegen Shabab al-Sahel durch. In der Saison 2009/10 wurde al Ahed erneut Meister, während der Saison verlor die Mannschaft kein einziges ihrer 22 Spiele. Das erste Double war im Jahre 2011 unter Dach und Fach. In der Saison 2014/15 sicherte sich der Verein zum vierten Mal die Meisterschaft. Der fünfte Titel folgte 2017. Ein Jahr später gelang sogar das zweite Double der Vereinsgeschichte.

## Vereinserfolge

### Nationale Titel
| 2007/08                     | 2009/10 | 2010/11 | 2014/15 | 2016/17 | 2017/18 | 2018/19 | 2021/22 |
| Libanesischer FA Cup (6)    |         |         |         |         |         |         |         |
| 2003/04                     | 2004/05 | 2008/09 | 2010/11 | 2017/18 | 2018/19 |         |         |
| Libanesischer Supercup (8)  |         |         |         |         |         |         |         |
| 2005                        | 2008    | 2010    | 2011    | 2015    | 2017    | 2018    | 2019    |
| Libanesischer Elite Cup (6) |         |         |         |         |         |         |         |
| 2008                        | 2010    | 2011    | 2013    | 2015    | 2022    |         |         |

### Kontinental
- AFC Cup
  - Sieger: 2019
  - Halbfinale: 2016

## Bekannte Trainer
- Theo Bücker (2011)